# Wanthana Chaisawan
Wanthana Chaisawan (thailändisch วรรณธนะ ไชสวรรณ, * 1. April 1990) ist ein thailändischer Fußballspieler.

## Karriere
Wanthana Chaisawan stand bis Ende 2020 beim Kabin United FC unter Vertrag. Vorher spielte er beim Buriram FC, Phattalung FC, PT Prachuap, Ranong United FC, Samut Sakhon FC, Phitsanulok FC, Angthong FC und dem Kabin United FC. Kabin United, ein Klub aus Kabin Buri spielte in der dritten Liga, der Thai League 3. Hier trat Kabin in der Eastern Region an. Anfang 2021 wechselte er zum Samut Sakhon FC. Mit dem Verein aus Samut Sakhon spielte er in der zweiten Liga, der Thai League 2. Sein Zweitligadebüt für Samut gab er am 3. Februar im Heimspiel gegen den Kasetsart FC. Hier stand er in der Startelf und wurde nach der Halbzeitpause gegen Suttipong Boonsuaykhwan ausgewechselt. Am Ende der Saison musste er mit Samut Sakhon den Weg in die Zweitklassigkeit antreten. Für Samut Sakhon absolvierte er 16 Zweitligaspiele. Nach dem Abstieg verließ er Samut und schloss dich dem Drittligisten Nakhon Ratchasima United FC aus Nakhon Ratchasima an. Hier stand er bis Saisonende unter Vertrag und absolvierte 21 Drittligaspiele in der North/Eastern Region. Im Sommer 2022 wechselte er zum in der Eastern Region spielenden Chachoengsao Hi-Tek FC. Für den Verein aus Chachoengsao bestritt er 21 Ligaspiele. Sisaket United FC, ein Drittligist aus der North/Eastern Region, nahm ihn zu Beginn der Saison 2023/24 unter Vertrag. Am Ende der Saison 2023/24 feierte er mit dem Verein aus Sisaket die Meisterschaft der Region. In der Aufstiegsrunde konnte man sich durchsetzen und stieg in die zweite Liga auf.  Nach dem Aufstieg wurde im Sommer 2024 sein Vertrag nicht verlänghert.

## Erfolge
Sisaket United FC
- Thai League 3 – North/East: 2023/24  ▲